# Isochinoline
Isochinoline is een heterocyclische aromatische verbinding met als brutoformule C9H7N. Isochinoline is een structuurisomeer van chinoline, waarmee het behoort tot de verbindingsklasse der benzopyridines. Dit zijn verbindingen die bestaan uit een fusie van een benzeen- en een pyridinering.

## Eigenschappen
Isochinoline komt voor als een kleurloze of gele viskeuze en hygroscopische vloeistof, die onoplosbaar is in water. De stof scheidt een onaangename, indringende en scherpe geur af. Onzuivere monsters kunnen ook bruin zijn, zoals de meeste (onzuivere) heterocyclische stikstofverbindingen. Bij temperaturen hoger dan 28°C kristalliseert de stof uit in dunne, plaatvormige kristallen, die gering oplosbaar zijn in water. Ze zijn evenwel goed oplosbaar in organische oplosmiddelen, zoals aceton, ethanol, di-ethylether en koolstofdisulfide.
Isochinoline is een zwakke base en heeft een zuurconstante (pKb) van 8,6. Het kan door sterke zuren (HCl, HF, H2SO4) worden geprotoneerd tot het overeenkomstige zout.

## Synthese
Isochinoline werd voor het eerst geïsoleerd uit steenkoolteer in 1885. Aanvankelijk gebeurde dat vrij omslachtig, via een gefractioneerde kristallisatie, maar in 1914 werd een snellere manier ontdekt om isochinoline te isoleren. Dit gebeurde aan de hand van een selectieve extractie van steenkoolteer, waarbij werd gebruikgemaakt van het feit dat isoquinoline een sterker basisch karakter bezit dan chinoline.
De Pomeranz-Fritsch-isochinolinesynthese maakt gebruik van benzaldehyde en aminoacetoaldehyde-di-ethylacetaal, die in een zuur milieu reageren tot isochinoline. Deze reactie staat hieronder afgebeeld. Als alternatief kan ook benzylamine en glyoxaalacetaal worden gebruikt.

### Synthese van isochinoline-derivaten
Er zijn tegenwoordig verschillende manieren om isochinoline en diens derivaten te synthetiseren:
- In een Bischler-Napieralski-isochinolinesynthese wordt een β-fenylethylamine geacetyleerd en cyclisch gedehydrateerd door een lewiszuur, zoals fosforpentaoxide of fosforylchloride. Het resulterende 1-gesubstitueerde 3,4-dihydroisochinoline kan vervolgens gedehydrogeneerd worden met behulp van palladium.

- De Pictet-Gams-reactie is een variatie op de Bischler-Napieralski-isochinolinesynthese, waarbij de dehydrogenering op het einde wordt vermeden. Er wordt een hydroxylgroep op de zijketen van een β-fenylethylamine geplaatst, waardoor uiteindelijk een 1-alkyl-isochinoline wordt gevormd.

- De Pictet-Spengler-reactie laat een β-fenylethylamine en een aldehyde reageren in een zuur midden, waarbij het imine gecycliseerd wordt en er tetrahydro-isochinoline ontstaat.

## Toepassingen
Isochinoline kent verschillende, vooral farmaceutische, toepassingen:
- Anesthetica
- Antihypertensivum (bloeddrukverlagend middel)
- Vasodilatator (bloedvat-verwijdend middel)
- Fungicide
- Ontsmettingsmiddel

Verder kennen isochinoline-derivaten toepassingen bij de productie van kleurstoffen, insecticiden, antimycotica en corrosie-inhibitoren.

## Analoge verbindingen
- Chinoline
- Pyridine
- Naftaleen
- Tetrahydro-isochinoline

## Isochinoline-derivaten
- Ancistrocladidine
- Berberine
- Codeïne
- Cryptaustoline
- Labrandine
- Morfine
- Neocaryachine
- Papaverine